# Frauke Lodders
Frauke Lodders (* 1984 in Kassel) ist eine deutsche Regisseurin, Drehbuchautorin und Produzentin.

## Leben und Werk
Lodders studierte Visuelle Kommunikation mit Schwerpunkt Film und Fernsehen an der Kunsthochschule Kassel. 2012 schloss sie ihr Studium an der KHK mit einem Master of fine Arts ab. Seit 2013 arbeitet sie als freie Regisseurin, Drehbuchautorin und Produzentin. Noch während des Studiums drehte sie 2008 ihren ersten Kurzspielfilm Mondscheinsonate. Der 90-minütige Spielfilm Morpheus war ihr Abschlussfilm.
2017 gründete sie zusammen mit Fabian Schmalenbach die Produktionsfirma Jumping Cat.
Ihr Spielfilm Gotteskinder hat einen dokumentarischen Hintergrund. Er ist von dem amerikanischen Dokumentarfilm Virgin Tales von Mirjam von Arx inspiriert, in dem es um eine evangelikale Familie in den USA geht, die ihren Glauben mit totaler Leidenschaft lebt.

## Preise/Nominierungen
Frauke Lodders Dokumentarfilm Unzertrennlich wurde 2018 für den Hessischen Filmpreis als bester Dokumentarfilm nominiert und gewann 2018 den Goldenen Herkules des Kasseler Dokumentarfilm- und Videofests. Für ihr Drehbuch zu Gotteskinder erhielt sie 2019 den Hessischen Filmpreis in der Kategorie Bestes Drehbuch. Ebenfalls für Gotteskinder erhielt sie auf dem Filmfestival Max Ophüls Preis den Preis der Jugendjury.

## Filmografie
- 2008: Mondscheinsonate (Kurzfilm)
- 2015: Morpheus
- 2018: Unzertrennlich (Doku) – Buch und Regie
- 2019: Echtes Leben: Meine behinderte Schwester und ich (Doku) – Regie
- 2022: Gemeinsam nüchtern (Doku) – Produktion
- 2024: Gotteskinder (Spielfilm) – Drehbuch, Regie und Produktion
- 2024: Memories of the Present (Doku) – Produktion